# Boris Gorbań
Boris Gorbań (ur. 26 września 1978) – rosyjski lekkoatleta, płotkarz. 

## Osiągnięcia
- złoty medal mistrzostw Europy juniorów (bieg na 400 m przez płotki, Lublana 1997)
- srebro młodzieżowych mistrzostw Europy (bieg na 400 m przez płotki, Göteborg 1999)
- srebrny medal halowych mistrzostw świata (sztafeta 4 x 400 m, Lizbona 2001)
- srebro halowych mistrzostw świata (sztafeta 4 x 400 m, Budapeszt 2004)
- 3. miejsce w Superlidze Pucharu Europy (bieg na 400 m przez płotki, Bydgoszcz 2004)

W 2001 Gorbań awansował do finałowego biegu na 400 metrów przez płotki podczas rozgrywanych w Edmonton mistrzostw świata, jednak w finale został zdyskwalifikowany.
Dwukrotnie reprezentował Rosję na igrzyskach olimpijskich, w obu startach (Sydney 2000 & Ateny 2004) odpadał w półfinałach 400 metrów przez płotki.

## Rekordy życiowe
- bieg na 400 m przez płotki – 48,50 (2001)
- bieg na 300 m (hala) – 32.8 (2001, pomiar ręczny)
- bieg na 400 m (hala) – 46,33 (2001)

Gorban, razem z kolegami z reprezentacji jest aktualnym halowym rekordzistą Rosji w sztafecie 4 x 400 metrów (3:04,82 2001).